# Awala-Yalimapo
Awala-Yalimapo è un comune francese situato nella Guyana francese. È stato creato il 31 dicembre 1988 per separazione da Mana.